# Divinity: Original Sin
Divinity: Original Sin è un videogioco di ruolo del 2014 sviluppato e pubblicato da Larian Studios per Microsoft Windows. Finanziato sulla piattaforma di crowdfunding Kickstarter, il gioco è un prequel di Divine Divinity. Il videogioco è stato convertito per PlayStation 4 e Xbox One e ha ricevuto un sequel dal titolo Divinity: Original Sin II.